# Henri Milne-Edwards
Henri Milne Edwards, gewoonlijk bekend onder de naam Milne-Edwards (Brugge, 23 oktober 1800  - Parijs, 29 juli 1885), was een Franse natuuronderzoeker, vooral zoöloog en fysioloog.

## Levensloop
Henri Milne Edwards was het jongste kind van William Edwards, een Britse planter uit Jamaica (geboren 1748) die in Brugge kwam wonen en er, weduwnaar geworden, in 1798 trouwde met de in Londen geboren Française Elisabeth Vaux. William Edwards kreeg enige reputatie als sympathisant van de Franse Revolutie maar werd onder het keizerrijk opgepakt omdat hij tijdens de Continentale Blokkade hulp verleende aan Britten. 
Samen met zijn oudere broer William Frederic Edwards, trok Milne Edwards naar Parijs. Daar werd hij o. m. bevriend met Henri Beyle, beter bekend onder zijn schrijversnaam Stendhal, en met heel wat wetenschappers die hij ontmoette in het salon dat zijn broer hield.
Zijn eigenlijke familienaam was Edwards, en zijn voornamen Henri Milne. Om niet met andere leden van zijn familie (onder meer met William Frederic) te worden verward, vermeldde hij altijd zijn twee voornamen en weldra werd hij vaak geciteerd als Milne Edwards (zonder koppelteken). Zijn zoon Alphonse heeft steeds de naam Milne-Edwards (met koppelteken) gebruikt.
Tijdens zijn studententijd stond Milne Edwards bekend als een zuipschuit. Stendhal noemde hem Brother Brandy. Hij had een edele inborst schreef hij, althans wanneer zijn geest niet beneveld werd door vijftig glaasjes jenever.

## Loopbaan
In Parijs studeerde hij geneeskunde en behaalde hij zijn doctoraat in 1823. In 1828 publiceerde hij zijn Recherches sur les crustacés die de Prix de physiologie kreeg van de Parijse Académie des sciences.
Hij had de lessen gevolgd van Georges Cuvier (1769-1832) en werd bevriend met Jean Victoire Audouin (1797-1841), met wie hij tussen 1826 en 1828 een nauwkeurige studie maakte van de kustfauna rondom Granville.
Henri trouwde in 1823 met Laura Trézel, dochter van generaal Camille Trézel (1780-1860), met wie hij negen kinderen had, onder meer Alphonse Milne-Edwards (1835-1900), die als zoöloog zijn opvolger zou worden. Van de negen kinderen bereikten slechts drie meisjes en één jongen de volwassen leeftijd.
In 1832 werd Henri hoogleraar hygiëne en natuurlijke historie in het Collège des arts et manufactures. Na het overlijden van Audouin in 1841 volgde hij hem op als hoogleraar entomologie in het Muséum national d'histoire naturelle, waar hij in 1849 decaan werd. In 1856 kreeg hij de Copley Medal. In 1862 volgde hij Isidore Geoffroy Saint-Hilaire (1805-1861) op als hoogleraar zoogdierkunde in hetzelfde instituut. Hij werd ook decaan aan de Faculté des sciences in Parijs, waar hij hoogleraar zoölogie, anatomie en fysiologie was.
De meeste van zijn werken zijn gepubliceerd in de Annales des sciences naturelles, waarvan hij voor de afdeling zoölogie de eindredacteur was.
Zijn Histoire naturelle des crustacés (3 volumes, 1837-1841), was lang een standaardwerk, net als zijn Histoire naturelle des coralliaires, (1858-1860). Vooral te vermelden zijn de Leçons sur la physiologie et l'anatomie comparée de l'homme et des animaux (14 volumes, 1857-1881). Veel van zijn studies verschenen ook in het Engels en het Duits.

## Erkenningen
De naam van Henri Milne-Edwards komt als eerbetuiging voor in verschillende namen van genera of soorten, zoals:
- Edwardsia (de Quatrefages, 1841)
- Henricia (J.E. Gray, 1840)
- Glossocephalus milneedwardsi (Bovallius, 1887)
- Milnesium (Doyère, 1840)
- Milneedwardsia (Bourguignat, 1877)
- Goniastrea edwardsi (Chevalier, 1971)

Edwards was lid van de Royal Society in Londen en van talrijke andere geleerde genootschappen.
Toen in de 19de eeuw in Brugge een openbaar park werd aangelegd nabij het 'Stil Ende' werd dat het Henri Milne-Edwardspark genoemd. Evenwel werd het later omgedoopt tot Graaf Visartpark, naar Amedée Visart de Bocarmé die een halve eeuw burgemeester van Brugge was.

## Werken
- A manual of surgical anatomy, Desilver, Philadelphia 1828.
- A manual of materia medica and pharmacy, Careys & Lea, Philadelphia 1829.
- Cahiers d’histoire naturelle, Crochard & Masson, Paris 1833–53.
- Annales des sciences naturelles, zoologie et biologie animale, Masson, Paris 1834–85.
- Éléments de zoologie. Crochard & Dumont, Paris, Brüssel 1834–37.
- Histoire naturelle des crustacés,Roret, Paris 1834–40.
- Outlines of anatomy and physiology, Little & Brown, Boston 1841.
- Die Zoologie. Scheible, Rieger & Sattler, Stuttgart 1848–58.
- Quelques remarques sur l’emploi du sel en agriculture, Paris 1849.
- A monograph of the British fossil corals, London, 1850–72.
- Zoologie, Langlois, Leclercq & Masson, Paris 1850–58.
- Mélanges carcinologiques, Martinet, Paris 1851–54.
- Beiträge zur allgemeinen Zoologie, Müller, Stuttgart 1853.
- Histoire naturelle des coralliaires ou polypes proprement dits, Roret, Paris 1857–60.
- A manual of zoology, Renshaw, London 1863.